# Marquesia macroura
Marquesia macroura är en tvåhjärtbladig växtart som beskrevs av Ernest Friedrich Gilg. Marquesia macroura ingår i släktet Marquesia och familjen Dipterocarpaceae. Inga underarter finns listade i Catalogue of Life.